# Aradus pannosus
Aradus pannosus är en insektsart som beskrevs av Van Duzee 1920. Aradus pannosus ingår i släktet Aradus och familjen barkskinnbaggar.

## Underarter
Arten delas in i följande underarter:
- A. p. pannosus
- A. p. incomptus